# Grandview, U.S.A.
Grandview, U.S.A (br A Volta por Cima) é um filme de drama de 1984, dirigido por Randal Kleiser.

## Elenco
- Jamie Lee Curtis - Michelle 'Mike' Cody
- C. Thomas Howell - Tim Pearson
- Patrick Swayze - Ernie 'Slam' Webster
- Troy Donahue - Donny Vinton
- Jennifer Jason Leigh - Candy Webster
- William Windom - Bob Cody
- Carole Cook - Betty Welles
- M. Emmet Walsh - Senhor Clark
- Ramon Bieri - Senhor Pearson
- Elizabeth Gorcey - Bonnie Clark
- John Philbin - Cauboi
- John Cusack
- Joan Cusack - Mary Maine
- Camilla Hawk - Senhora Pearson
- Melissa Domke - Susan Pearson
- Tim Gamble
- Fred Lerner
- Larry Brandenburg
- Taylor Williams
- Kathryn Joosten
- Fern Persons
- Bruno Aclin
- Gene Hartline - Fred